# جائزة التميز في مجال السمنة
جائزة التميز في مجال السمنة أو جائزة السمنة للتميز (بالإنجليزية: Obesity Prize for Excellence)‏ هي جائزة دولية تُمنح سنويًا من قبل الجمعية الأوروبية لدراسة السمنة [الإنجليزية] بالتعاون مع مؤسسة نوفو نورديسك. تُكرم هذه الجائزة المساهمات العلمية الاستثنائية في أبحاث السمنة وتسلط الضوء على الاكتشافات الرائدة التي تُحسن فهم السمنة وطرق الوقاية والعلاج منها. أُنشئت الجائزة ومنحها لأول مرة في عام 2023.

## التاريخ والخلفية
تأسست الجائزة في عام 2023 لتسليط الضوء على التحدي العالمي المتمثل في السمنة، وهي حالة لها عواقب صحية واقتصادية كبيرة. الهدف هو تكريم الباحثين الذين حققوا تقدمًا كبيرًا في فهم الآليات وراء السمنة، وتطوير العلاجات، أو المبادرات السياسية لمكافحة السمنة. يتم منح الجائزة تقديراً للجهود و للمساهمات البحثية أو التكنولوجية المتميزة في فهم السمنة، بما في ذلك أسبابها ومضاعفاتها والوقاية منها وعلاجها.

### الجائزة
تتكون الجائزة من 2 مليون كرونة دنماركية، منها 300,000 كرونة جائزة شخصية، و1.7 مليون كرونة مخصصة للأغراض البحثية (2024). 

### اختيار الفائز بالجائزة
يُحدد الفائز بالجائزة وفقًا للمعايير التالية:
- اعتراف دولي كأحد الباحثين البارزين بفضل مساهماته ودراساته المهمة في مجال أبحاث السمنة.
- يجب أن يكون المستفيد مرتبطًا بجامعة أو مستشفى أو مؤسسة غير ربحية أخرى ليتم النظر في طلبه.

### المستلمون
قائمة الحاصلين على الجائزة سابقًا:
| السنة | الفائز              | المؤسسة المرتبطة               |
| ----- | ------------------- | ------------------------------ |
| 2023  | الأستاذ لوث روس     | جامعة كوبنهاجن                 |
| 2024  | الأستاذة أنتي كورنر | هلمهولتز ميونيخ وجامعة لايبزيغ |